# Whatever People Say I Am, That's What I'm Not
Whatever People Say I Am, That's What I'm Not là album phòng thu đầu tay của ban nhạc rock người Anh Arctic Monkeys, do hãng Domino Recording Company phát hành vào ngày 23 tháng 1 năm 2006. Album đã vượt qua album cùng nghệ danh của Elastica để trở thành album đầu tay bán chạy nhất trong lịch sử âm nhạc Anh Quốc, khi tiêu thụ hơn 360.000 bản trong tuần đầu ra mắt và vẫn là album đầu tay bán chạy nhất của một ban nhạc. Album cũng nhận được nhiều chứng nhận bạch kim tại Anh Quốc. Nhạc phẩm là album duy nhất có sự góp mặt của Andy Nicholson trong vai trò người chơi bass trước khi Nick O'Malley thay thế anh.
Whatever People Say I Am, That's What I'm Not bao gồm tất cả các bài hát từ EP gốc của nhóm mang tên Five Minutes with Arctic Monkeys, cũng như hai đĩa dơn quán quân trên UK Singles Chart là "I Bet You Look Good on the Dancefloor" và "When the Sun Goes Down". Nhạc phẩm thường được coi là một trong những album nhạc rock hay nhất thập niên. Album đã giành giải Mercury cho album xuất sắc nhất và đứng thứ 371 trong danh sách 500 album vĩ đại nhất mọi thời đại của tạp chí Rolling Stone. Năm 2013, tạp chí này xếp nhạc phẩm là album đầu tay vĩ đại thứ 30 mọi thời đại. Vào tháng 10 năm 2013, tạp chí âm nhạc NME liệt album ở vị trí thứ 19 trong cuộc bầu chọn 500 album vĩ đại nhất mọi thời đại của tạp chí này. Cho đến nay Whatever People Say I Am, That's What I'm Not đã tiêu thụ doanh số 3.390.000 triệu bản trên toàn cầu.

## Sáng tác và nội dung
Về mặt âm nhạc, Whatever People Say I Am, That's What I'm Not chịu những ảnh hưởng từ các dòng nhạc indie rock, garage rock revival, post-punk revival và punk rock. Nội dung chủ đề phổ biến của album khiến nhạc phẩm được coi là một album khái niệm nói về "cuộc sống của những clubber trẻ ở miền Bắc Anh". Tất cả các ca khúc đều ghi lại những điểu quan sát được của một nhân vật tự sự dùng trong ngữ cảnh này. "I Bet You Look Good on the Dancefloor", "Still Take You Home", "You Probably Couldn't See for the Lights But You Were Staring Straight at Me" và "Dancing Shoes" đều xem xét hành vi của con người trong các vũ trường. Giọng ca chính Alex Turner miêu tả "Dancing Shoes" nói về "con người luôn tìm cách hít một điếu thuốc khi họ bước ra ngoài nhưng họ lại che giấu điều đó". Những bài khác cũng xem xét các khía cạnh khác của thú vui về đêm: "From the Ritz to the Rubble" miêu tả về những kẻ giữ trật tự ở vũ trường, "Red Light Indicates Doors Are Secured" kể về những trải nghiệm và rắc rối điển hình của việc bắt tắc-xi sau một đêm vui chơi; còn "When the Sun Goes Down" lấy cảm hứng từ các cô gái mại dâm trong căn phòng phục vụ của họ ở địa phương, nằm trong quận Neepsend của Sheffield. Những ca khúc khác lại lấy chủ đề về những mối tình lãng mạn như "Mardy Bum", hay tiểu văn hóa trẻ như "Fake Tales of San Francisco" và "A Certain Romance". Trong danh sách tốp 100 bài hát của thập niên bởi tạp chí NME, "A Certain Romance" được miêu tả là "một ca khúc kỳ quặc vô tư, khởi đầu với sự khinh bỉ những thị trấn địa phương, rồi xuất hiện để gỡ bỏ chúng ở cuối bài hát".

## Tựa đề và bìa nghệ thuật
Tựa đề Whatever People Say I Am, That's What I'm Not lấy từ một dòng chữ trong cuốn tiểu thuyết Saturday Night and Sunday Morning của nhà văn Alan Sillitoe. Ban nhạc lựa chọn tựa đề sau khi Turner nhận ra những nét tương đồng giữa hai tác phẩm và sự thích hợp của tựa đề này. Anh cho biết "thật tuyệt vời vì cuốn sách mang tên Saturday Night and Sunday Morning và đó là kiểu gọi của album, vì thế có một mối liên hệ ở đó. Đồng thời có nhiều người nói rất nhiều điều về chúng tôi và bạn không có quyền kiểm soát nó". Anh cũng tiết lộ thêm, "những bài hát như 'The View from the Afternoon', 'Dancing Shoes', 'Still Take You Home' and 'From the Ritz to the Rubble' đều có một chút không khí dịp cuối tuần và xuất hiện cùng nhân vật".
Bìa nghệ thuật của album là một tấm ảnh của Chris McClure—một người bạn thân của nhóm kiêm thủ lĩnh The Violet May; anh còn là anh trai của Jon McClure từ ban nhạc Reverend and The Makers—được chụp vào lúc sáng sớm tại quán bar Korova ở Liverpool, sau khi ban nhạc chi cho Chris bảy mươi bảng để vui chơi về đêm". Bức ảnh đã dấy lên một số tranh cãi khi Laurence Gruer của NHS Scotland chỉ trích bìa nhạc phẩm vì "củng cố ý tưởng rằng hút thuốc là tốt". Nhà quản lý sản phẩm của Arctic Monkeys phủ nhận cáo buộc trên và thực tế lại gợi ý điều trái ngược: "Bạn có thể thấy từ bức hình thuốc lá là không tốt cho thế giới của anh ta". Các ấn phẩm quảng cáo album của Billboard cũng sử dụng một bức ảnh tương tự như bìa nhạc phẩm nhưng không có hình điếu thuốc.

## Phát hành và quảng bá
Trước khi phát hành Whatever People Say I Am, That's What I'm Not, các bài hát gồm "Mardy Bum", "I Bet You Look Good on the Dancefloor", "Fake Tales of San Francisco", "Dancing Shoes", "Still Take You Home", "Riot Van", "When the Sun Goes Down" (còn có tên gọi là "Scummy" hoặc "Scummy Man") và "A Certain Romance" từng được phát hành miễn phí trên internet vào cuối năm 2004 và cùng xuất hiện không chính thức trong một album biên tập Beneath the Boardwalk.
Lịch phát hành gốc của album là ngày 30 tháng 1 năm 2006, nhưng đã bị đẩy sớm lên ngày 23 tháng 1 năm 2006 do "nhu cầu lớn". Mặc dù điều này từng xảy ra với Franz Ferdinand, người ta suy đoán rằng động thái này là một nỗ lực để chống lại những hiệu ứng rò rỉ album trên các trang web chia sẻ tệp tin trực tuyến. Những phiên bản thu âm lại của album từng bị rò rỉ trên internet vào tháng 12 năm 2005.
Vào ngày đầu tiên phát hành, Whatever People Say I Am, That's What I'm Not trở thành album đầu tay bán chạy nhanh nhất trong lịch sử Anh Quốc khi chỉ tiêu thụ dưới 120.000 bản. Đến dịp cuối tuần, nhạc phẩm đã bán 363.735 bản—nhiều hơn cả tổng doanh số của các album còn lại trong tốp 20 và qua đó trở thành album đầu tay bán chạy nhanh nhất trong lịch sử Anh Quốc. Lịch phát hành tại Hoa Kỳ là ngày 21 tháng 2 năm 2006 chứng kiến Whatever People Say I Am, That's What I'm Not trở thành album nhạc indie đầu tay bán chạy nhanh thứ hai trong lịch sử, khi tiêu thụ khoảng 34.000 bản trong tuần ra mắt và đứng ở vị trí thứ 24 trên các bảng xếp hạng album. Nhạc phẩm còn giành vị trí quán quân tại Úc và Ireland. Tính đến tháng 9 năm 2013, doanh số của album dừng ở con số 1.475.982 bản. Vào tháng 2 năm 2014, album năm lần nhận chứng nhận bạch kim với doanh số 1.500.000 bản.

## Đĩa đơn
"I Bet You Look Good on the Dancefloor" là đĩa đơn đầu tiên được phát hành từ album Whatever People Say I Am, That's What I'm Not; bài hát ra mắt ở vị trí quán quân bảng xếp hạng UK Singles Chart vào ngày 29 tháng 10 năm 2005, sau khi hạ bệ ca khúc "Push the Button" của Sugababes, đồng thời giành vị trí quán quân trên UK Indie Chart. Tạp chí Billboard từng bầu chọn "I Bet You Look Good on the Dancefloor" ở vị trí thứ 4 trong danh sách "những bài hát garage ngầu nhất". Ngày 28 tháng 1 năm 2006, đĩa đơn thứ hai từ album, "When the Sun Goes Down" tiếp nối thành công của đĩa đơn đầu tiên để đoạt các vị trí quán quân trên UK Singles Chart  và UK Indie Chart. Tại Hoa Kỳ đĩa đơn thứ ba "Fake Tales of San Francisco" được phát hành và đạt vị trí thứ 43 trên bảng xếp hạng Canada Rock của Billboard. Ca khúc "Mardy Bum" dù không phát hành dưới dạng đĩa đơn nhưng xuất hiện trên các playlist phát thanh ở khắp Anh Quốc vào giữa năm 2006, và vẫn được bật thường xuyên trên BBC Radio 1 và một số đài phát thanh alternative rock như SiriusXMU của Sirius XM. Bài hát "A Certain Romance" xếp thứ 90 trong tốp 100 bài hát năm 2006 của Pitchfork và được coi là một ca khúc nổi bật. NME cũng liệt "A Certain Romance" ở vị trí 10 trong danh sách 100 bài hát của thập niên của tạp chí này. Vào tháng 10 năm 2011, NME xếp đĩa đơn ở vị trí số 140 trong danh sách "100 bài hát hay nhất trong 15 năm qua".

### Video âm nhạc
Có tổng cộng bốn bài hát trong album được phát hành video âm nhạc chính thức trên trang Youtube, trong đó có ba bài hát do Domino Recording Company phát hành. Ba bài hát trên lần lượt là "I Bet You Look Good On The Dancefloor" (19 tháng 2 năm 2010), "Fake Tales Of San Francisco" (14 tháng 8 năm 2006) và "The View From The Afternoon" (24 tháng 2 năm 2010).. Chỉ có video của bài hát "When The Sun Goes Down" là do trang Youtube chính thức của riêng Arctic Monkeys phát hành vào ngày 14 tháng 8 năm 2006.

## Đánh giá chuyên môn
| Đánh giá chuyên môn | Đánh giá chuyên môn |
| Điểm trung bình     | Điểm trung bình     |
| Nguồn               | Đánh giá            |
| ------------------- | ------------------- |
| Metacritic          | 82/100              |
| Nguồn đánh giá      |                     |
| Nguồn               | Đánh giá            |
| AbsolutePunk        | 89%                 |
| Allmusic            | [ 38 ]              |
| A.V. Club           | B–                  |
| The Guardian        | [ 40 ]              |
| NME                 | 10/10               |
| Pitchfork Media     | 7.4/10              |
| PopMatters          | 8/10                |
| Robert Christgau    | A−                  |
| Rolling Stone       | [ 45 ]              |
| Sputnikmusic        | 4.5/5               |
| Winnipeg Sun        | [ 47 ]              |

Kể từ khi phát hành, Whatever People Say I Am, That's What I'm Not nhận được đông đảo sự hoan nghênh từ giới phê bình. Nhạc phẩm xuất hiện nhiều lần trong các danh sách cuối năm và được coi là một nhạc phẩm kinh điển thời hiện đại. Nhiều nhà phê bình và nhân vật trong giới truyền thông Anh Quốc còn quảng cáo thổi phồng Arctic Monkeys và sự nổi tiếng nhanh chóng của nhóm bằng cách ca ngợi họ thông qua các phương tiện độc đáo. Một số người coi Arctic Monkeys là người đã cách mạng hóa con đường mọi người tìm thấy âm nhạc, khi họ xây dựng một lượng fanbase dựa trên một số bản demo do người hâm mộ chia sẻ qua internet.
NME tuyên bố rằng Arctic Monkeys là "Ban nhạc quan trọng nhất thời đại chúng ta", và những mô tả của Alex Turner qua lời bài hát về Sheffield, cuộc sống đêm của thanh thiếu niên nói riêng, đã khiến họ gán cho anh danh hiệu "bật thầy quan sát",USA Today cho rằng "bạn sẽ không nghe đĩa CD nào hay hơn thế này trong nhiều năm dài". MusicOMH viết rằng album có kiểu guitar rock "khiến bạn rơi vào tình yêu với âm nhạc một lần nữa", nhiều nhà phê bình xem "A Certain Romance" là một track nổi bật, tuy nhiên, cũng lưu ý rằng nhiều bài hát trước đó được phát hành trên internet dưới dạng demo đã bị giảm chất lượng và "không hay như trước".

### Danh hiệu
| Ấn phẩm       | Danh sách                               | Xếp hạng |
| ------------- | --------------------------------------- | -------- |
| NME           | Album Anh Quốc vĩ đại nhất              | 5        |
| NME           | Album của năm                           | 1        |
| Crossbeat     | Album của năm                           | 1        |
| Time          | Album của năm                           | 1        |
| Hot Press     | Album của năm                           | 1        |
| Rolling Stone | 100 album hay nhất thập niên 2000       | 41       |
| Rolling Stone | 500 album vĩ đại nhất mọi thời đại      | 371      |
| Rolling Stone | 100 album đầu tay hay nhất mọi thời đại | 30       |
| NME           | 500 album vĩ đại nhất mọi thời đại      | 19       |

Vào năm 2009 album xếp thứ 9 trong cuộc bầu chọn trực tuyến "Album vĩ đại nhất" của MTV. Bên cạnh đó "Whatever People Say I Am, That's What I'm Not" còn gặt hái một số giải thưởng như Giải Barclaycard Mercury cho album xuất sắc nhất, giải thưởng Q cho album xuất sắc nhất, giải âm nhạc Meteor cho album quốc tế hay nhất tại Ireland và giải Brit 2007 cho album Anh Quốc xuất sắc nhất.

## Danh sách bài hát
Tất cả lời được viết bởi Alex Turner, trừ khi có ghi chú. Tất cả nhạc được soạn bởi Arctic Monkeys.
| STT | Nhan đề                                                                        | Thời lượng |
| --- | ------------------------------------------------------------------------------ | ---------- |
| 1.  | "The View from the Afternoon"                                                  | 3:38       |
| 2.  | "I Bet You Look Good on the Dancefloor"                                        | 2:53       |
| 3.  | "Fake Tales of San Francisco"                                                  | 2:57       |
| 4.  | "Dancing Shoes"                                                                | 2:21       |
| 5.  | "You Probably Couldn't See for the Lights but You Were Staring Straight at Me" | 2:10       |
| 6.  | "Still Take You Home" (Turner, Jamie Cook)                                     | 2:53       |
| 7.  | "Riot Van"                                                                     | 2:14       |
| 8.  | "Red Light Indicates Doors Are Secured"                                        | 2:23       |
| 9.  | "Mardy Bum"                                                                    | 2:55       |
| 10. | "Perhaps Vampires Is a Bit Strong But..."                                      | 4:28       |
| 11. | "When the Sun Goes Down"                                                       | 3:20       |
| 12. | "From the Ritz to the Rubble"                                                  | 3:13       |
| 13. | "A Certain Romance"                                                            | 5:31       |

## Bảng xếp hạng và chứng nhận
| BXH (2006)                               | Vị trí cao nhất |
| ---------------------------------------- | --------------- |
| Album Úc (ARIA)                          | 1               |
| Album Áo (Ö3 Austria)                    | 23              |
| Album Bỉ (Ultratop Vlaanderen)           | 9               |
| Album Bỉ (Ultratop Wallonie)             | 22              |
| Canadian Albums (Billboard)              | 46              |
| Album Đan Mạch (Hitlisten)               | 6               |
| Album Hà Lan (Album Top 100)             | 8               |
| Album Phần Lan (Suomen virallinen lista) | 8               |
| Album Pháp (SNEP)                        | 17              |
| German Albums Chart                      | 20              |
| Album Ireland (IRMA)                     | 1               |
| Italian Albums                           | 40              |
| Japanese Albums (Oricon)                 | 9               |
| Album New Zealand (RMNZ)                 | 5               |
| Album Bồ Đào Nha (AFP)                   | 29              |
| Album Tây Ban Nha (PROMUSICAE)           | 38              |
| Album Thụy Sĩ (Schweizer Hitparade)      | 16              |
| Album Thụy Điển (Sverigetopplistan)      | 26              |
| Album Anh Quốc (OCC)                     | 1               |
| Album Anh Quốc Independent (OCC)         | 1               |
| Album Hoa Kỳ Billboard 200               | 24              |
| Album Hoa Kỳ Independent (Billboard)     | 1               |

| Quốc gia                                  | Chứng nhận  | Số đơn vị/doanh số chứng nhận |
| ----------------------------------------- | ----------- | ----------------------------- |
| Úc (ARIA)                                 | Bạch kim    | 70.000^                       |
| Canada (Music Canada)                     | Vàng        | 50.000^                       |
| Đan Mạch (IFPI Đan Mạch)                  | Vàng        | 20.000^                       |
| Nhật Bản (RIAJ)                           | Vàng        | 100.000^                      |
| New Zealand (RMNZ)                        | Vàng        | 7.500^                        |
| Anh Quốc (BPI)                            | 5× Bạch kim | 1.500.000*                    |
| ^ Chứng nhận dựa theo doanh số nhập hàng. |             |                               |

| Khu vực | Bán hàng |
| ------- | -------- |
| Hoa Kỳ  | 305,000  |